# Беларусь и Европейский союз
Отношения Беларуси и Европейского союза были установлены в 1991 году, с признанием Европейским экономическим сообществом независимости Республики Беларусь. С приходом к власти Александра Лукашенко в 1994 году отношения между Минском и Брюсселем ухудшились, и лишь с октября 2008 года начали нормализовываться. В 2009 году Беларусь стала членом проекта ЕС «Восточное партнёрство», но после президентских выборов 2010 года отношения Республики Беларусь с Евросоюзом были практически заморожены.
В феврале 2016 года Евросоюз отменил санкции в отношении Республики Беларусь, но после президентских выборов в Республике Беларусь 2020 года, официальные результаты которых ЕС не признал, отношения Республики Беларусь с ЕС вновь ухудшились. Евросоюз принял несколько пакетов санкций по отношению к белорусским физическим и юридическим лицам. В 2021 году Евросоюз обвинил Александра Лукашенко в провоцировании миграционного кризиса на границе Беларуси с Польшей, Литвой и Латвией.
28 июня 2021 года Министерство иностранных дел Республики Беларусь сообщило о приостановлении своего участия в проекте «Восточное партнёрство» в связи с невозможностью выполнять обязательства в условиях введённых Евросоюзом санкций и ограничений.
Некоторые известные белорусские граждане стали почётными консулами стран Европейского союза в Республике Беларусь. Так, Павел Топузидис представляет в этом качестве Грецию и Румынию, Алексей Сычёв был почётным консулом Словакии.

## История отношений
Отношения между Беларусью и ЕС были установлены в декабре 1991 года с признанием Евросоюзом независимости Беларуси, и на первых порах они устойчиво развивались, однако после прихода к власти Александра Лукашенко в 1994 году эти отношения ухудшились. Хотя Евросоюз и Беларусь в 1995 году подписали соглашение о партнёрстве и сотрудничестве (СПС), оно не было ратифицировано ЕС, и в 1997 году Совет министров ЕС отказался его продлевать. Развитию связей между Беларусью и ЕС помешали некоторые шаги белорусского руководства, которые были восприняты на Западе как ущемление демократии. Евросоюз отказался признать осуществлённые в 1996 году изменения Конституции Беларуси (перераспределение полномочий в пользу исполнительной власти и президента, придание русскому языку статуса государственного языка), были приостановлены двусторонние отношения на министерском уровне и заморожены программы технической помощи ЕС, Евросоюз исключил Беларусь из своей Европейской политики соседства (ЕПС).
В марте 2005 года Евросоюз объявил о намерении напрямую финансировать «формирование гражданского общества» в Беларуси. 10 марта Европарламент призвал «осудить существующий белорусский режим как диктатуру». В резолюции Европарламента предлагалось выявить и заморозить личные активы президента Александра Лукашенко и высших государственных чиновников, а также расширить список представителей белорусских властей, которым запрещён въезд в европейские страны.
С 26 февраля 2006 года на территории Беларуси в преддверии очередных президентских выборов начали работу независимые европейские теле- и радиостанции, финансируемые из бюджета ЕС и, соответственно, не контролируемые местными властями. Кроме того, независимый российский телеканал RTVi получил европейский грант на подготовку для белорусской аудитории ежедневной 30-минутной политической передачи. Евросоюз выделил на независимое вещание в Беларуси около 2 млн долларов.
20 января 2009 года в Чернигове состоялась встреча Александра Лукашенко с президентом Украины Виктором Ющенко. В присутствии журналистов Лукашенко поблагодарил Ющенко: «Я хотел бы поблагодарить вас за ту колоссальную поддержку, которую вы оказывали на различных уровнях, встречаясь с европейцами и американцами. То, что сегодня налажен диалог между Беларусью и Западом, в этом есть и ваша заслуга». В 2008 году Лукашенко действительно стал налаживать отношения с ЕС и почти полностью отказался от заявлений против Запада. Незадолго до парламентских выборов в сентябре 2008 года были освобождены лидеры белорусской оппозиции. В ответ ЕС снял санкции с Лукашенко, а в январе 2009 года МВФ выделил Беларуси кредит 2,5 млрд долларов.
В 2009 году Беларусь стала членом проекта ЕС «Восточное партнёрство», а ПАСЕ поддержала возвращение белорусскому парламенту статуса специально приглашённого при условии введения моратория на смертную казнь. Но после президентских выборов 19 декабря 2010 года (сфальсифицированных, по мнению ЕС) отношения Беларуси с Евросоюзом практически заморозились. На протяжении 2011 года ЕС неоднократно призывал белорусские власти выпустить осуждённых по «делу 19 декабря» и реабилитировать их. Кроме того, в 2011 году Евросоюз расширил список лиц, которым запрещён въезд в страны ЕС. В их число вошли не только чиновники, представители силовых ведомств и судьи, но также бизнесмены (в частности, один из самых богатых людей Беларуси Владимир Пефтиев). После очередного расширения этого списка в феврале 2012 года МИД Беларуси отозвал своих представителей из ЕС и Польши, а также рекомендовал представителям Польши и ЕС отправиться в свои страны для донесения позиции белорусской стороны о недопустимости санкций в отношении Республики Беларусь. В ответ на это, по предварительному согласованию, из Минска были отозваны послы всех 27 стран ЕС. В марте 2012 года ЕС ужесточил санкции против ряда физических и юридических лиц Республики Беларусь.
Белорусские пограничники в 2000-е — 2010-е годы получили от Евросоюза десятки миллионов евро на укрепление границы, модернизацию инфраструктуры, противодействие нелегальной миграции и региональные проекты в пограничной зоне. На деньги Евросоюза, в частности, был спонсирован проект BOMBEL, нацеленный на противодействие нелегальной миграции.
Санкции, введённые Евросоюзом против ряда белорусских предприятий и физических лиц, не принесли значимых результатов, и в конце 2015 года большинство санкций было приостановлено. 28 февраля 2016 года вступило в силу решение Совета Европейского союза по отмене санкций в отношении Беларуси.
14 апреля 2020 года Александр Лукашенко подписал соглашение с Евросоюзом об упрощении визового режима. Тогда же вступило в силу соглашение о реадмиссии между Республикой Беларусь и Евросоюзом. 27 мая 2020 года Совет ЕС утвердил это соглашение. Новые правила вступили в силу 1 июля 2020 года. В целом ЕС положительно оценивал выполнение Беларусью взятых на себя обязательств.
В августе 2020 года большинство стран Евросоюза (в первую очередь, Польша и страны Балтии) не признали победу Лукашенко на президентских выборах и поддержали массовые протесты белорусской оппозиции. К концу 2020 года Евросоюз, США и Канада приняли 3 пакета санкций в отношении представителей руководства Беларуси, включая Александра Лукашенко, членов избирательных комиссий, руководителей и сотрудников силовых органов, руководителей крупных государственных предприятий.
24 мая 2021 года на фоне инцидента с посадкой самолёта авиакомпании «Ryanair» Евросоюз заморозил пакет инвестиционной помощи Беларуси на сумму 3 миллиарда евро. Александр Лукашенко заявил, что теперь западные страны будут самостоятельно осуществлять контроль за наркотрафиком и незаконной миграцией на границе с Беларусью
Весной 2021 года на границах Беларуси с государствами ЕС (Литва, Латвия и Польша) возник миграционный кризис — резкий наплыв нелегальных мигрантов, пытавшихся попасть на территорию ЕС. Власти государств ЕС обвинили в организации потока нелегальных мигрантов власти Беларуси, называя происходящее «гибридной агрессией».
В начале июня министр иностранных дел Республики Беларусь Владимир Макей заявил, что, поскольку финансирование проектов в рамках соглашения о реадмиссии со стороны Евросоюза приостановлено, Беларуси больше нет смысла участвовать в этом соглашении и она не будет тратить собственные финансовые средства на обустройство приграничной инфраструктуры для защиты Европы от мигрантов.
В июне Европейский совет расширил «Чёрный список ЕС», утвердив сначала персональные (против должностных лиц), а затем и секторальные санкции против Республики Беларусь. Была запрещена поставка в Беларусь оборудования, технологий или программного обеспечения, основное назначение которых — мониторинг или перехват телефонных и интернет-коммуникаций, а также товаров и технологий двойного назначения. Была ограничена торговля нефтепродуктами, хлоридом калия и товарами, необходимыми для производства табачных изделий.
В конце июня Беларусь заморозила соглашение с ЕС о реадмиссии нелегальных мигрантов. Это привело к резкому росту числа желающих проникнуть в Евросоюз через белорусскую границу и очередному обострению отношений между Евросоюзом и белорусскими властями.

## Санкции
Евросоюз вводил санкции против ряда белорусских предприятий и физических лиц. В конце 2015 года санкции по отношению к большинству объектов были приостановлены. 28 февраля 2016 года вступило в силу решение Совета Европейского союза по отмене санкций в отношении Беларуси.
14 августа 2020 года главы МИД стран ЕС приняли решения о вводе санкций против властей Беларуси за применение насилия и нарушение прав человека во время протестов в стране.
2 октября 2020 года принят первый пакет санкций, в который вошли более 40 представителей руководства Республики Беларусь. 6 ноября 2020 года введен второй пакет санкционных мер, в который включены 15 высокопоставленных чиновников, в том числе президент Александр Лукашенко. 17 декабря 2020 года учреждён третий пакет ограничений в отношении 29 высокопоставленных лиц.
На фоне инцидента с посадкой самолёта авиакомпании «Ryanair» 24 мая 2021 года Евросоюз заморозил пакет инвестиционной помощи Беларуси на сумму 3 миллиарда евро.
21 июня и 24 июня 2021 года связи с нарушениями прав человека в Беларуси, репрессиями против гражданского общества, демократической оппозиции и журналистов, а также за принудительную посадку в Минске самолёта ирландской авиакомпании «Ryanair» и последующее задержание Романа Протасевича и его девушки россиянки Софии Сапеги Европейский совет расширил «Чёрный список ЕС», утвердив сперва персональные (против должностных лиц), потом и секторальные санкции против Республики Беларусь. Запрещается поставка в Беларусь оборудования, технологий или софта, основное назначение которых — мониторинг или перехват телефонных и интернет-коммуникаций, а также товаров и технологий двойного назначения для военного использования. Ограничивается торговля нефтепродуктами, хлоридом калия и товарами, необходимыми для производства табачных изделий.
Евросоюз — второй по величине внешнеторговый партнёр Беларуси после России. В 2020 году Беларусь продала в ЕС товаров на 5,5 млрд долларов, пятая часть которых пришлась на нефтепродукты. В 2020 году поставки нефтепродуктов снизились более чем на 40 % на фоне пандемии и общего падения потребления топлива в мире. В первом квартале 2021 года, по данным Белстата, экспорт белорусских нефтепродуктов активно рос, причём на европейские страны пришлось 1,5 млн тонн (рост в 6,8 раза) на сумму 550,9 млн долларов (рост в 7,3 раза).
Другой важный экспортный товар, которого коснулись санкции ЕС,— это минеральные удобрения, и прежде всего калийные. В 2020 году объём экспорта этого продукта составил 2,4 млрд долларов, но на ЕС пришлось менее 10 % (196 млн долларов).

## Финансирование оппозиции в Беларуси
В декабре 2022 года Европейская комиссия согласовала выделение 25 миллионов евро на программу поддержки гражданского общества в Беларуси («EU4Belarus»). Было объявлено, что «EU4Belarus» направлена на «поддержку демократических устремлений Беларуси».
6 августа 2023 года на конференции «Новая Беларусь» Демократические силы Беларуси во главе со Светланой Тихоновской приняли «Декларацию о членстве Беларуси в ЕС».